# Frans Heiss
Michael Frans (alternativ stavning Franz) Maria Anna Heiss, kallad Frans Paul Heiss, född 1838 i Schleichach i Bayern, död som Michael Frans Paul Heiss 1898 i Stockholm, var en bryggare och industriman. Han var bland annat delägare i Hamburgerbryggeriet och var en av initiativtagarna till konsortiet AB Stockholms Bryggerier.

## Biografi
Frans Heiss släkt var av mähriskt ursprung men hade tidigt utvandrat till Bayern, där den hade ingift sig i den bayerska ölsläkten Sedlmayer med ölbryggeriet Spatenbräu (numera en del av Spaten-Franziskaner-Bräu GmbH). Så kom han in på bryggarbanan. Innan Heiss utvandrade till Sverige hade han praktiserat i bland annat München, Wien och Dresden. Det var svensken Johan Gotlob Brusell, grundaren för blivande S:t Eriks Bryggeri på Kungsholmen, som 1859 hämtade Heiss till Sverige. På S:t Eriks var Heiss bryggmästare under tio år, där han framförallt gjort sig bemärkt för införandet av nya tekniska lösningar.
Efter S:t Eriks växlade Heiss över till det nybildade Hamburgerbryggeriet där han så småningom blev direktör, delägare och disponent. Heiss hade varit en god bryggare, men sina stora insatser gjorde han som företagsledare. Under honom höll sig bryggeriet ständigt med de bästa tekniska lösningarna och man expanderade kontinuerligt. År 1889 var Frans Heiss tillsammans med Fritz Dölling och Georg Sellmann en av männen bakom tillkomsten av ölkartellen AB Stockholms Bryggerier som grundades 1889.
Frans Heiss hämtade talrika tyskar till sina bryggerier i Sverige och många av dem var släktingar till honom, som en farbror Max Philip Heiss (1860 bryggare vid Münchenbryggeriet) eller en yngre bror Carl Heiss (anställd vid S:t Eriks Bryggeri).
Heiss hade även tagit med sina föräldrar samt en syster till Sverige. Så sent som 1902 var en släkting Georg Johan Anastasius Heiss i Sverige som bryggeripraktikant.
Heiss hade vid sidan av sitt yrke många hedersuppdrag. Han var hedersmedlem i Concordia Catholica och drivande kraft och ordförande för Deutscher Hülfsverein (Tyska skyddsföreningen), som var en understödsförening för landsmän som hamnat i nöd i Sverige. Han var även medlem av Svenska Bryggareföreningen.
Heiss var nära vän med konstnären Anders Zorn, som var son till en tysk invandrad bryggare och en svensk buteljsköljerska. I början av Zorns konstnärskap hade Heiss agerat mecenat och sedermera hade Zorn som tack målat flera interiörer från Hamburgerbryggeriet.
Heiss var tydligen en omtyckt person, vilket beskrivs i Svenska Bryggarföreningens dödsruna:

"Genom sitt redbara, vänfasta och hjälpsamma väsen förvärfvade sig Heiss i sitt nya fädernesland såväl en stor vänkrets som aktning och förtroende, särskildt bland yrkeskamrater, hos hvilka hans minne länge kommer att lefva äradt och aktadt."
Frans Heiss och hans hustru är begravda på Katolska kyrkogården i Stockholm.